# The Ring of the Borgias
The Ring of the Borgias è un film muto del 1915 diretto da Langdon West.

## Trama
Archibald Rivers, un banchiere tutore della ricca Mary Harrison, rimane vittima del fascino di Lola, una truffatrice che opera in combutta con il suo socio Velasquez. La donna, suo malgrado, si innamora del banchiere che per lei fa follie e dilapida il patrimonio della pupilla per fare all'amante doni sempre più costosi. Lola, presa dalla passione, decide di eliminare la moglie di Rivers: prendendo spunto dalle storie che ha letto sugli intrighi dei Borgia, estrae da un cobra il veleno che usa su un anello con il quale, durante un ballo mascherato, uccide la rivale. Donald, fidanzato di Mary e nipote di Rivers, sospetta qualche intrigo e comincia a indagare. Il banchiere, intanto, per coprirsi le spalle degli ammanchi ai danni di Mary, vuole sposare la ragazza ma viene ucciso anche lui. Lola, ormai senza scampo, smascherata da Donald, si suicida con l'anello "dei Borgia".

## Produzione
Il film fu prodotto dalla Edison Company.

## Distribuzione
Distribuito dalla General Film Company, il film  uscì nelle sale cinematografiche USA il 26 novembre 1915.